# Scarlett
Scarlett är en amerikansk miniserie från 1994 som var fortsättning på filmen Borta med vinden. Serien är sex timmar lång och uppdelad i fyra avsnitt.

## Rollista i urval
- Timothy Dalton - Rhett Butler
- Joanne Whalley-Kilmer - Scarlett O'Hara
- Stephen Collins - Ashley Wilkes
- Sean Bean - Lord Fenton
- Esther Rolle - Mammy
- Colm Meaney - Colum O'Hara
- John Gielgud - Pierre Robillard, Scarletts morfar
- Annabeth Gish - Anne Hampton-Butler
- Julie Harris - Eleanor Butler, Rhetts mor
- Jean Smart - Sally Brewton
- Melissa Leo - Suellen O'Hara Benteen
- Ray McKinnon - Will Benteen, Scarletts syster Suellens make
- Ann-Margret - Belle Watling
- Barbara Barrie - Pauline Robillard
- Paul Winfield - Big Sam
- George Grizzard - Henry Hamilton, Melanies farbror